# 道志ダム

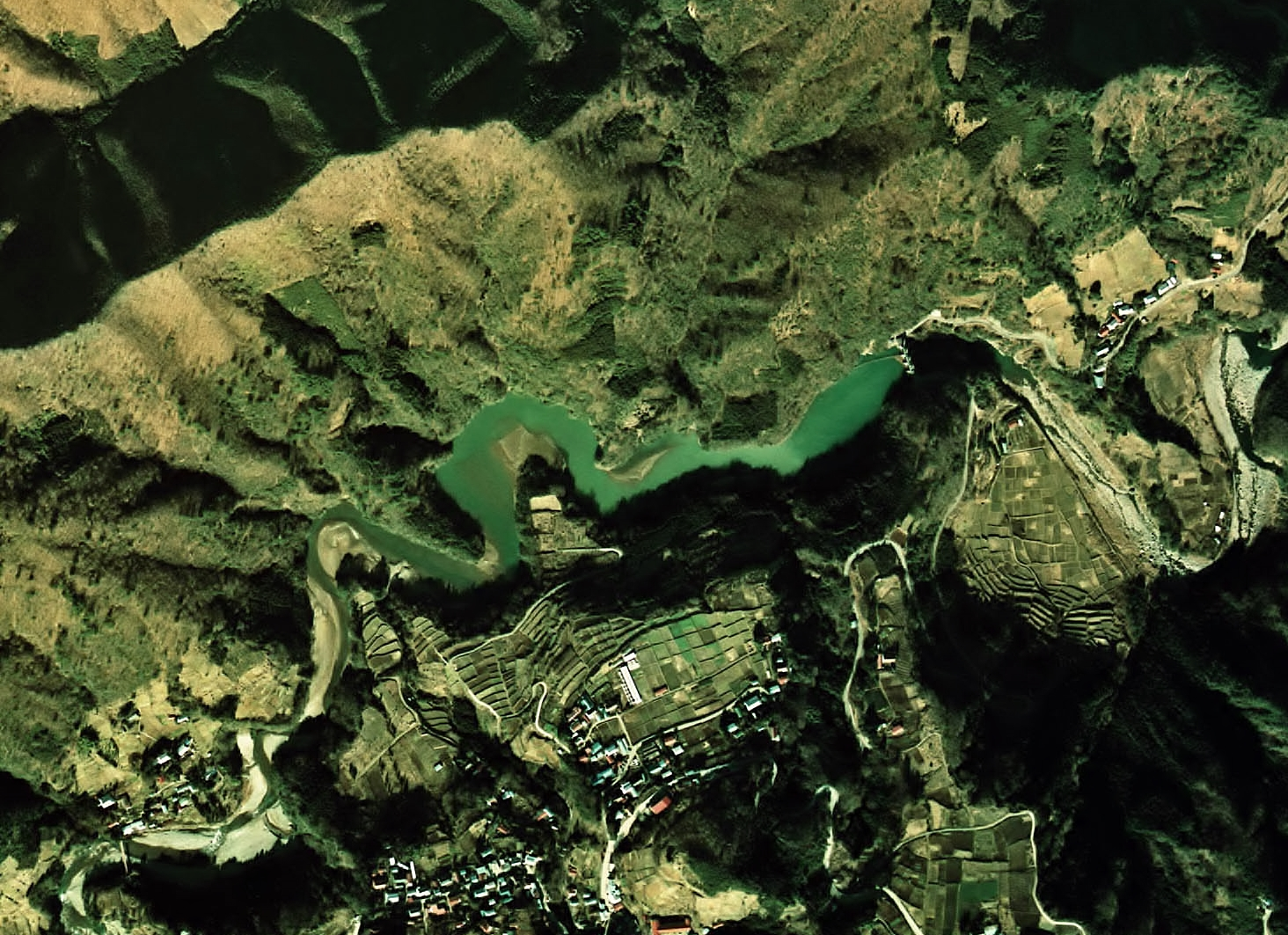
道志ダム湖周辺の空中写真。1974年撮影。
。

道志ダム（どうしダム）は、神奈川県相模原市緑区、一級河川・相模川水系道志川に建設されたダム。高さ32.8メートルの重力式コンクリートダムで、神奈川県営の発電用ダムである。神奈川県企業庁の水力発電所・道志第1発電所・道志第2発電所・道志第4発電所・道志ダム発電所に送水し、合計最大1万1,659キロワットの電力を発生する。ダム湖（人造湖）の名は奥相模湖（おくさがみこ）という。

## 歴史
1938年（昭和13年）に神奈川県議会で可決された相模川河水統制事業は、発電、水道用水、工業水道用水、農業用水等と多目的な開発として、1940年（昭和15年）にスタートした。本事業によって、相模川には既に沼本ダムが1943年（昭和18年）に、相模ダムが1947年（昭和22年）に完成したが、第2次増強事業として道志ダムが1955年（昭和30年）に築造された。目的は神奈川県内の水道用水、農業用水、発電用水の確保・増強のため、道志川の水を流域変更し、道志第1発電所を経由して秋山川に放流し、相模ダムに流入する流量を増加させることである。また、ダム下流の鮑子取水堰から横浜市が水道用水を取水する流量を道志第2発電所および道志第4発電所から放流している。なお、現在は、道志川の水は道志ダム上流から道志導水路により、宮ヶ瀬ダムに導水されており、余剰水分を相模ダムに導水している。
道志ダムでは、道志川下流の河川環境保全のための河川維持流量として、1979年（昭和54年）より奥相模湖の水を電動ポンプで汲み上げダムの直下に放流してきたが、2006年（平成18年）12月、放流設備を現行の電動ポンプ方式から自然流下方式に改良し、併せて遊休落差を利用した最大出力50kWの道志ダム発電所を建設し運転開始した。

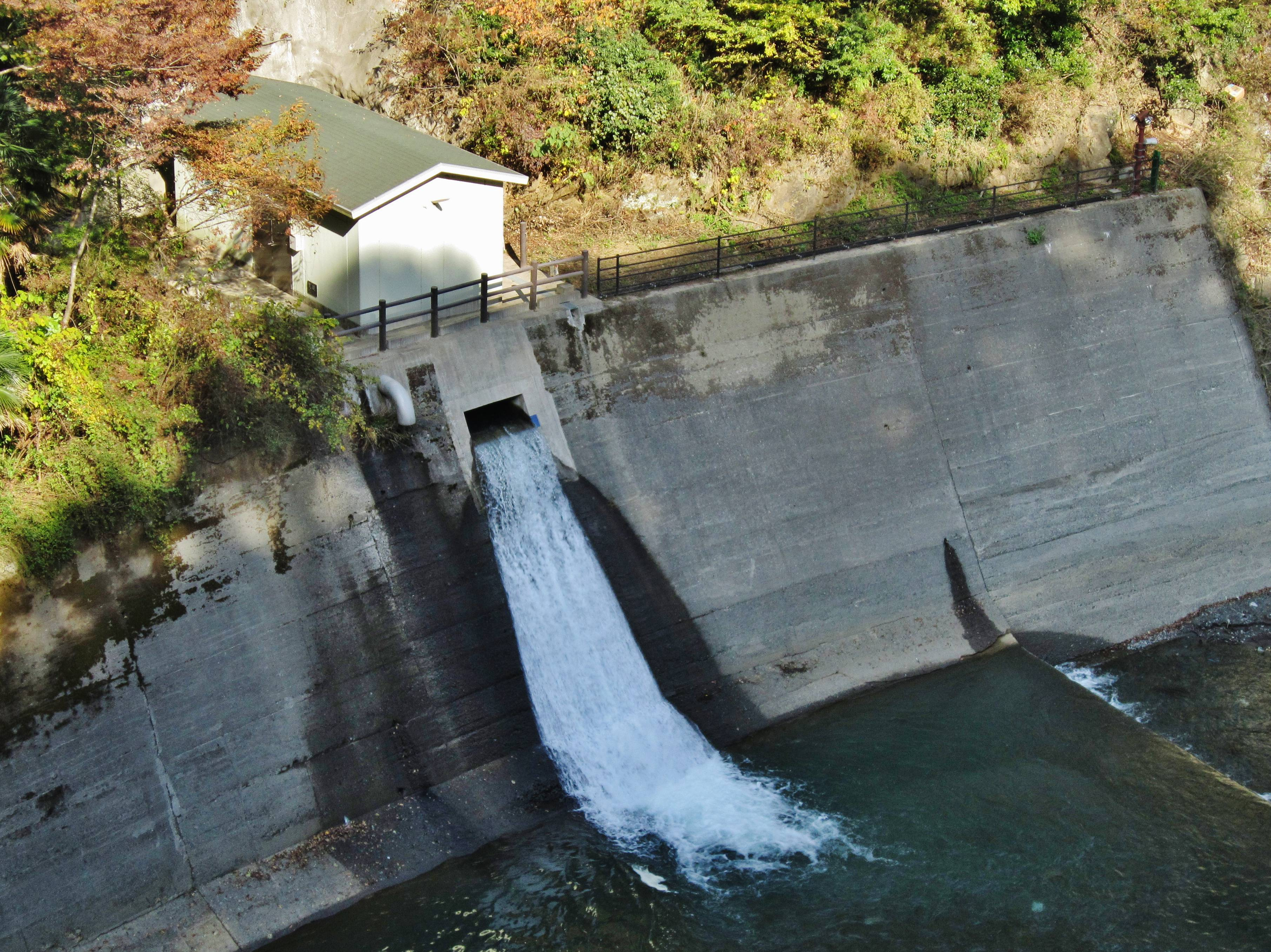
道志ダム発電所
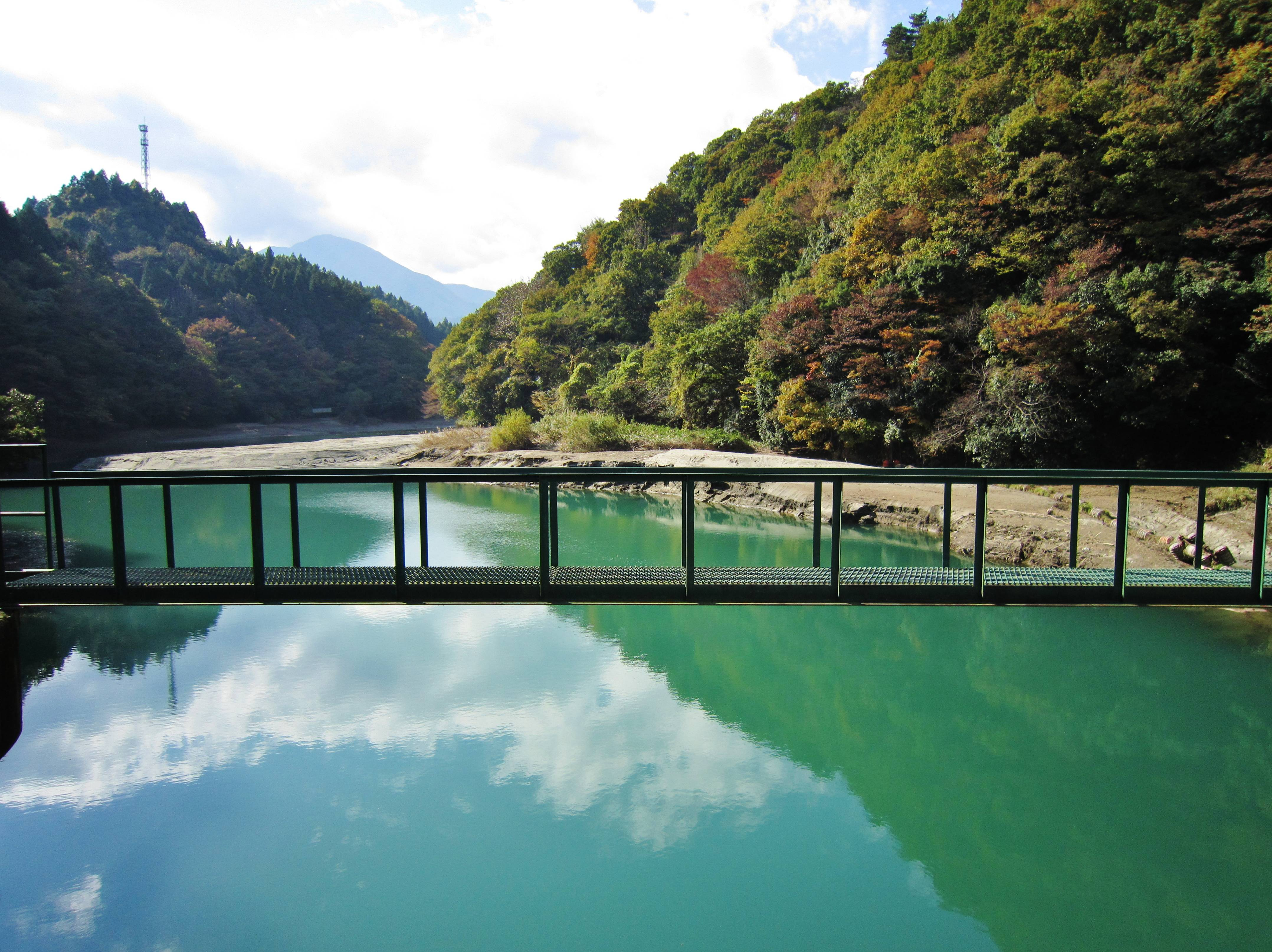
奥相模湖
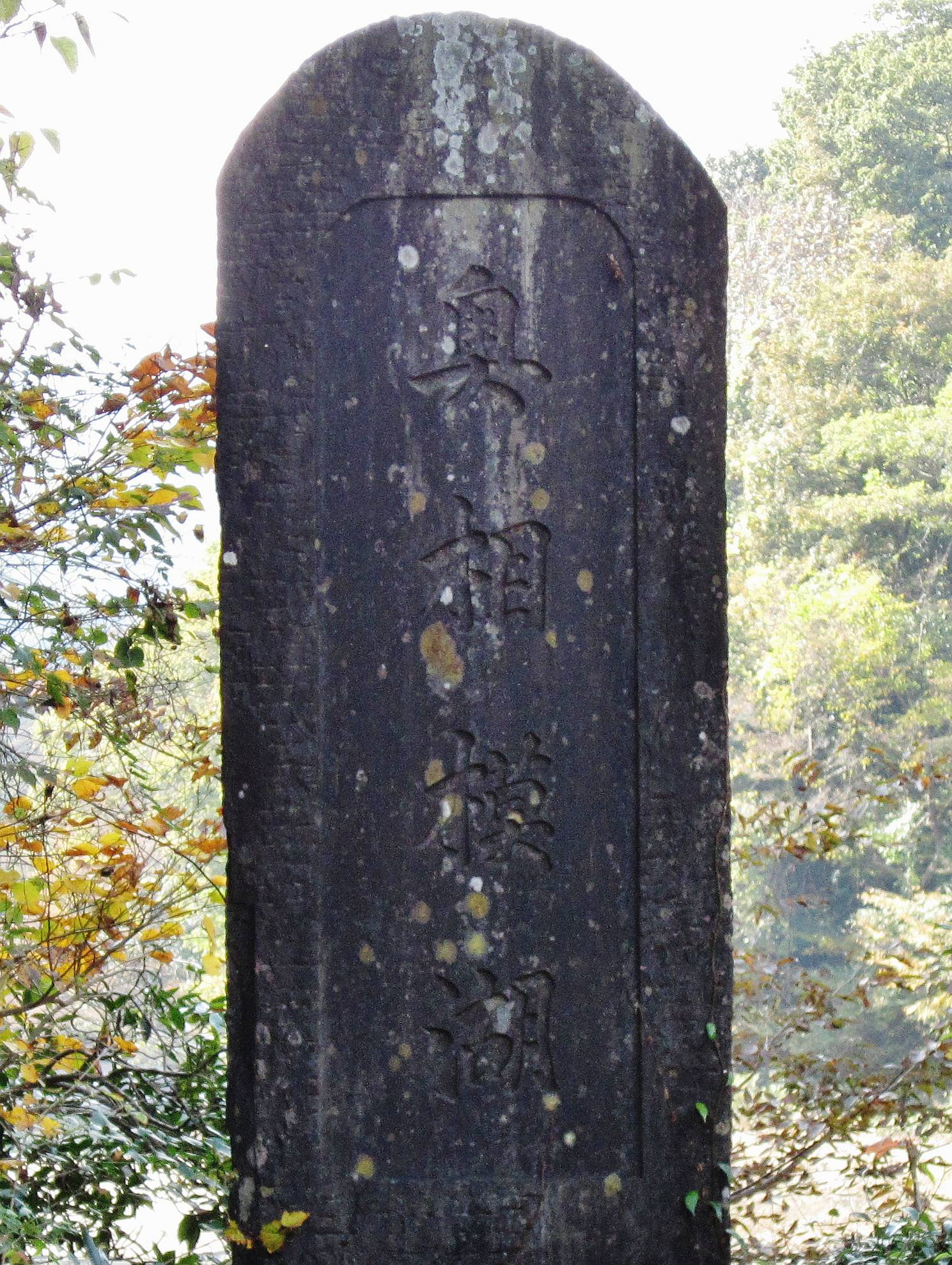
奥相模湖の碑
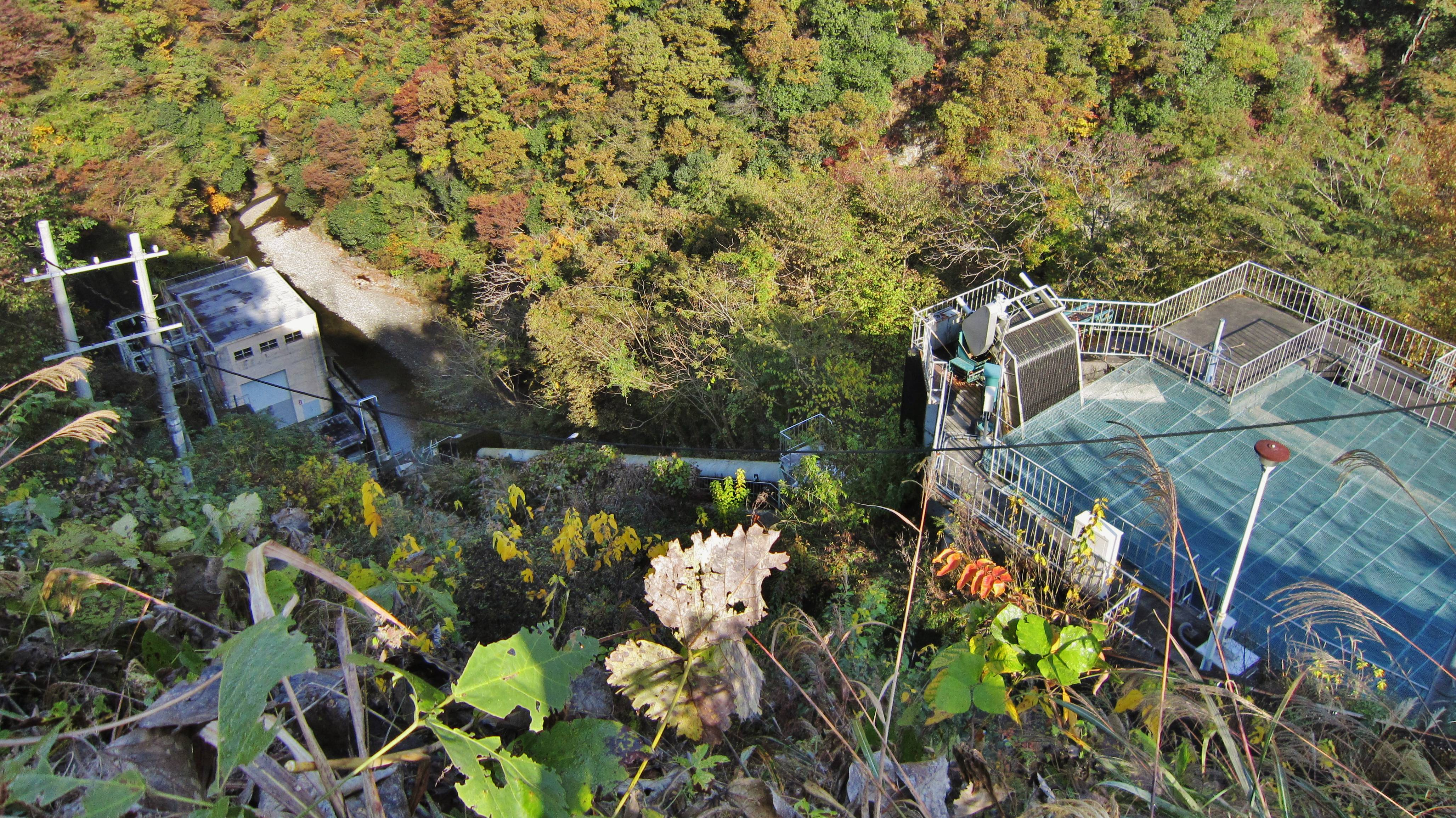
道志第1・第3発電所
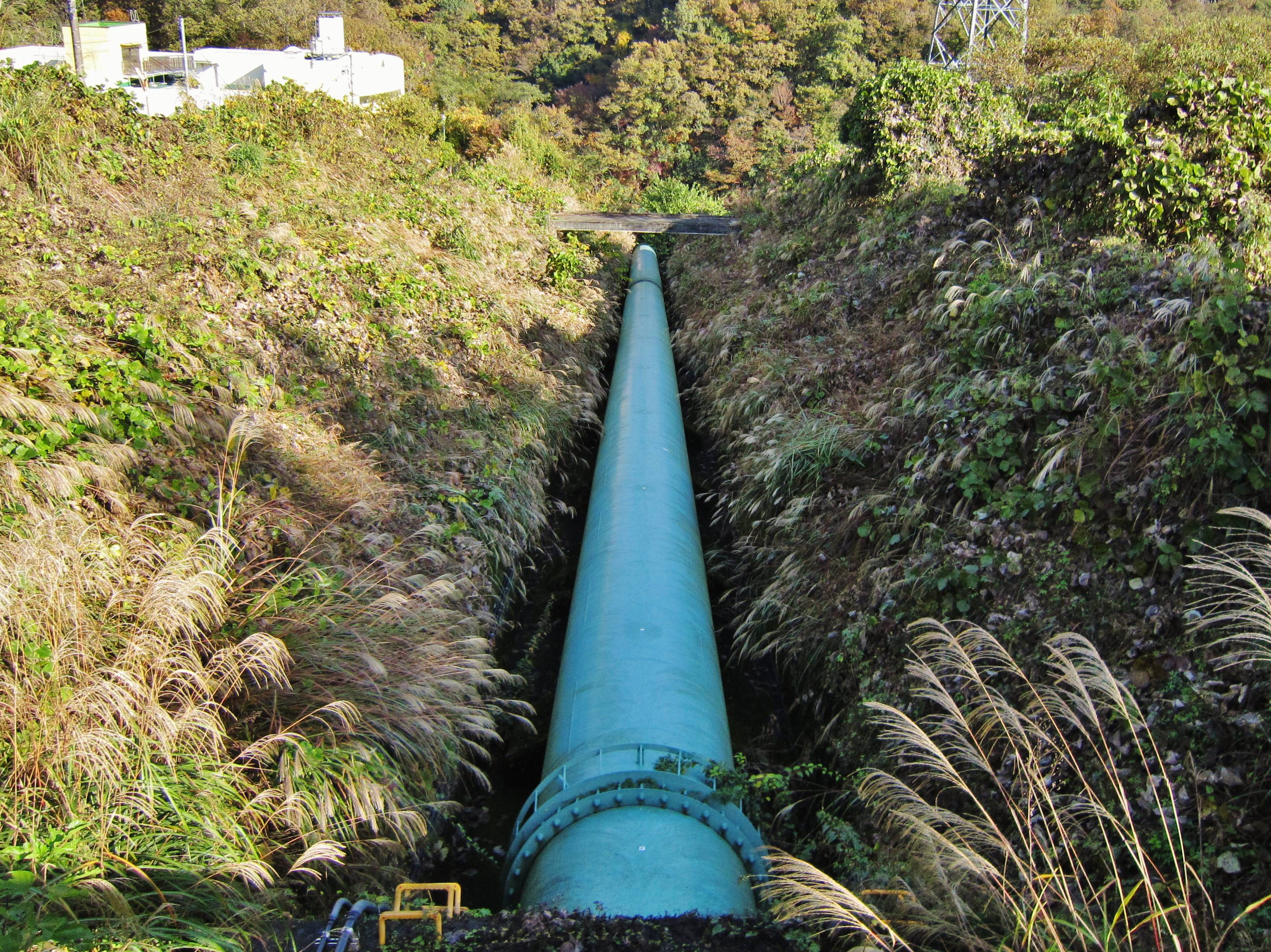
道志第1発電所の水圧鉄管
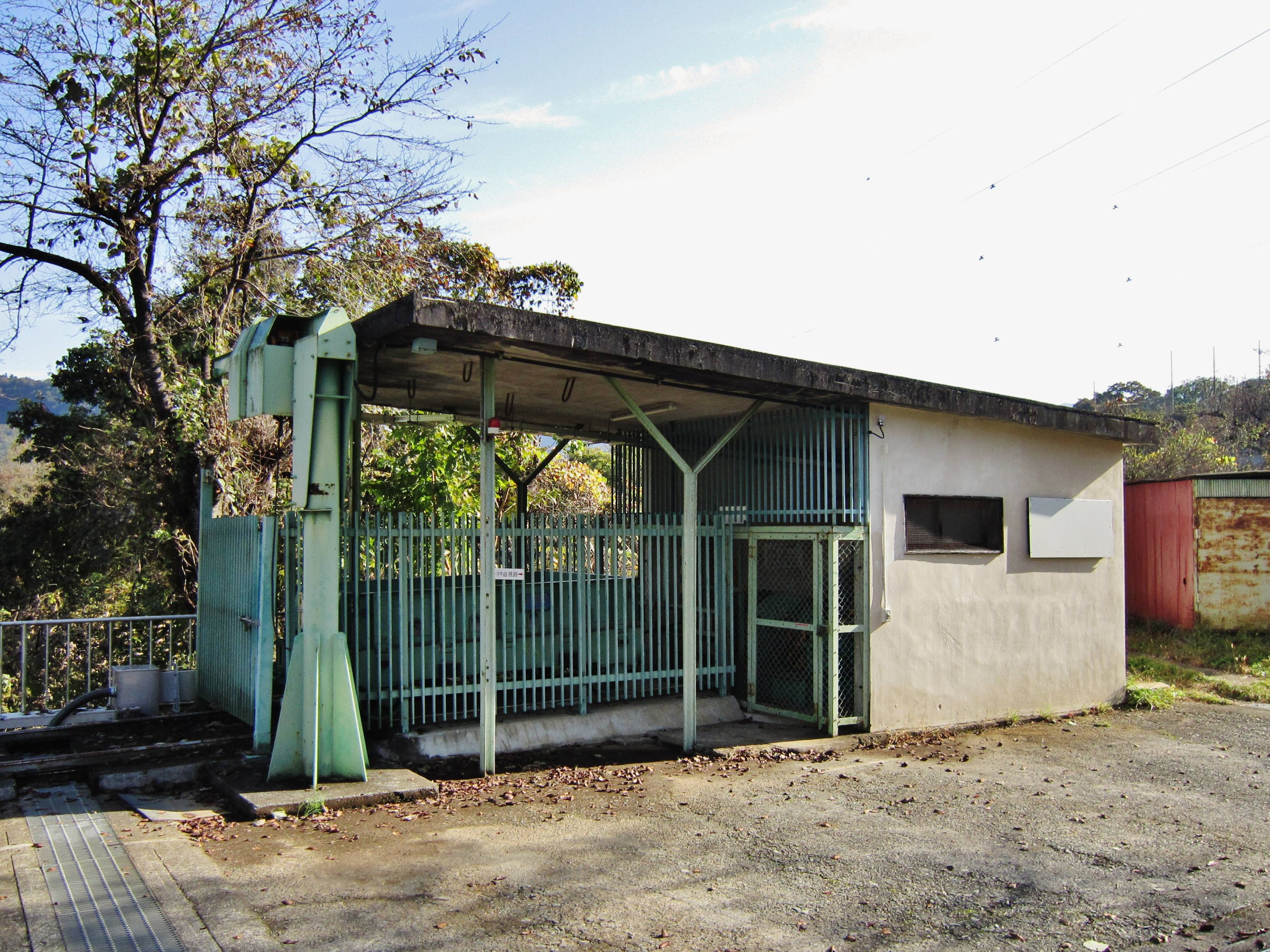
道志第1発電所にはインクラインで物資を搬入する
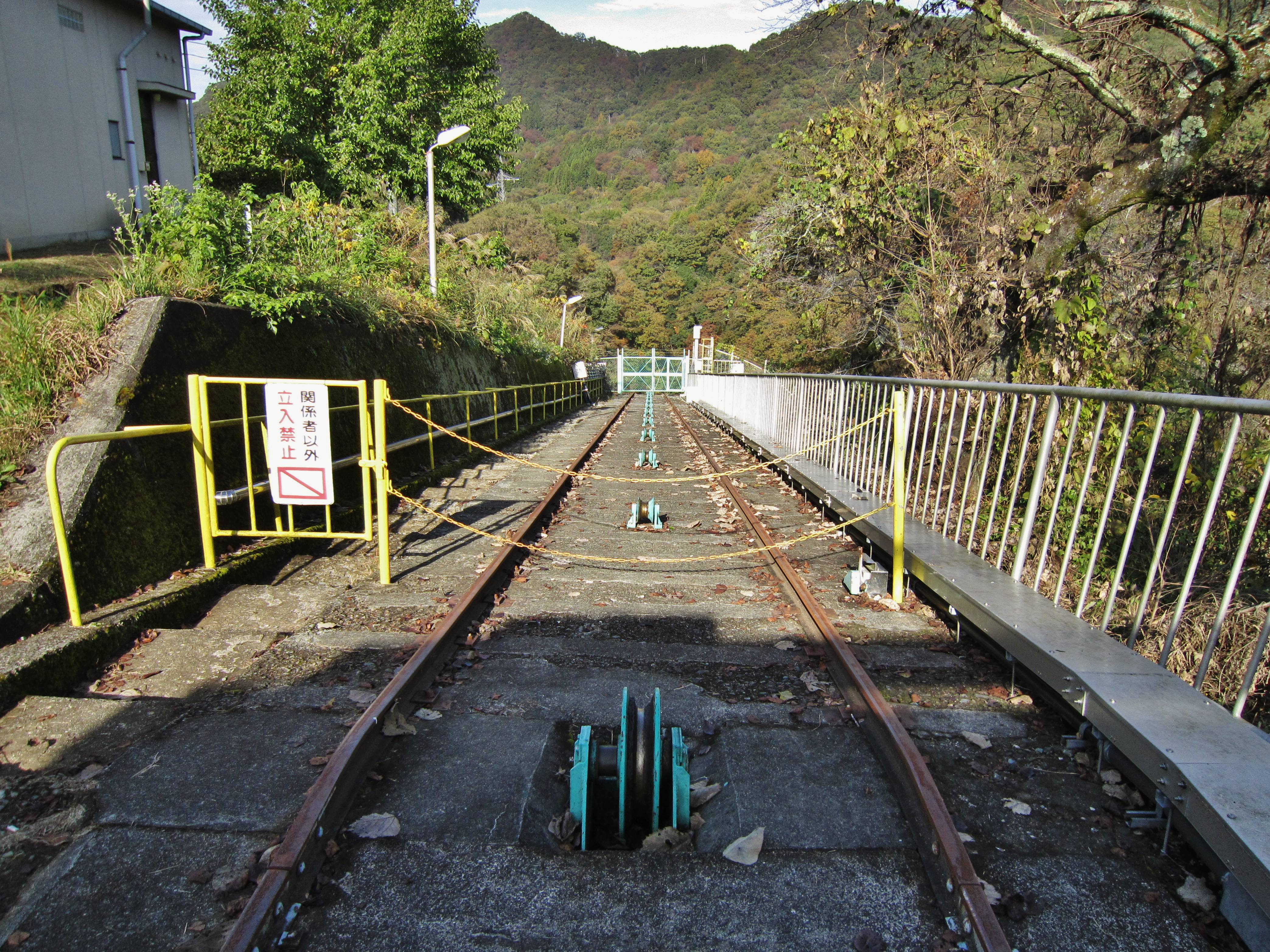
道志第1発電所インクラインの線路